# 可測基數
數學上，可測基數是一類大基數。為了定義此概念，考慮基數 κ 上僅取兩值（0 或 1）的測度。如此的測度可看成將 κ 的所有子集分成兩類：大和小，使得 κ 本身為大，但 ∅ 和所有單元素集合 {\displaystyle \{\alpha \},\alpha \in \kappa } 皆為小，且小集的補集為大，反之亦然。同時還要求少於 κ 個大集的交集仍為大。
具有以上二值測度的不可數基數是大基數，ZFC 無法證明其存在。
可測基數的概念最早由斯塔尼斯拉夫·烏拉姆於 1930 年提出。

## 定義
可測基數的正式定義如下。可測基數是不可數的基數 κ, 其冪集上存在一個 κ-可加的二值的非平凡測度。此處，κ-可加 意思是，對任意一列長度為 λ < κ 的集合 Aα (α<λ), 若 Aα 是 κ 的兩兩不交的子集（即其元素為小於 κ 的序數），則 Aα 的並的測度等於逐個 Aα 測度之和。而 二值 意思是僅取值為 0 或 1。
等價的說法是， κ 可測當且僅當其為從全類 V 射向傳遞類 M 的某個非平凡基本嵌入的臨界點。此項等價關係由傑爾姆·開斯勒和達納·斯科特證明，其用到模型論中的超積構造。由於 V 是真類，取超積時，需要考慮某些平時無須考慮的技術問題，但可用斯科特技巧解決。
再換句話說，基數 κ 可測當且僅當其為不可數，且有 κ-完備的非主超濾子。此處 κ-完備意指，在超濾子中，取任意嚴格少於 κ 個集合，其交仍在超濾子中。

## 性質
雖然從 ZFC 可得，每個可測基數皆為不可達（且為玄妙基數和拉姆齊基數），但命題「有可測基數是後繼基數」與 ZF 相容。從 ZF+AD（決定公理）可得 ω1 可測，且 ω1 的每個子集必定包含某個閉無界集，或者與某個閉無界集不交。
烏拉姆證明了，若基數 κ 上有非平凡的可數可加二值測度，且 κ 是該些基數中最小的一個，則其上有 κ-可加的測度。（若有少於 κ 個零測集，其並集為 κ, 則此族子集上的導出測度是一個反例，其與 κ 的最小性矛盾。）由此，（利用選擇公理）可以證明，此種基數中最小的一個必不可達。證明如下：
若 κ 有非平凡的 κ-可加測度，則 κ 必為正則基數。（因為其為非平凡且 κ-可加，任何元素個數比 κ 少的集合的測度皆為 0, 於是，再次使用 κ-可加性，可知 κ 不能表示成少於 κ 個大小小於 κ 的集合的並。）若 λ < κ, 則不能有 κ ≤ 2λ，原因是：若果然有 κ ≤ 2λ, 則可以視 κ 為若干列長為 λ 的 0-1 序列的集合。對於序列的每個位置，考慮該位為 1 的序列組成的子集，和該位為 0 的序列組成的子集，兩者之一的測度必為 1 。於是，得到 λ 個測度為 1 的子集，故其交集亦具有測度 1，但此交集僅得一個元素，即測度是平凡的，矛盾。所以，假定選擇公理，就得知 κ 是強極限基數。至此證畢 κ 為不可達基數。
若 κ 可測，p∈Vκ 且 M (V 的超冪) 滿足 ψ(κ,p)，則令 V 滿足 ψ(α,p) 的 α < κ 組成的集合是 κ 中的不動集（同時測度亦為 1 ）。
特別地，若 ψ 是 Π1 式，且 V 滿足 ψ(κ,p)， 則 M 亦滿足該式，故對於某個不動集中的 α < κ，V 滿足 ψ(α,p) 。此性質適用於證明 κ 是若干種（較可測基數弱的）大基數的極限。注意，見證 κ 可測的超濾子不能在 M 中，否則此種可測基數之中，最小的一個以下還有另一個，矛盾。
若從某個以 κ 為臨界點 的基本嵌入 j1 （從 V 到 M1）着手，則先定義 
κ 上的超濾子 U 為 { S⊆κ : κ∈j1(S) }。然後，取 V 在 U 上的超冪，可得另一個基本嵌入 j2，其將 V 嵌入到 M2。然而，記得 j2 ≠ j1，所以其他種類的大基數，例如強基數，也可以同時可測，但並非利用同一個嵌入。可以證明，若強基數 κ 可測，則其下有 κ 多個可測基數。
每個可測基數 κ 皆為 0-巨基數，因為 κM⊆M，即每個由 κ 射到 M 的函數也在 M 中。所以 Vκ+1⊆M。

## 實值可測
若基數 κ 的冪集上，有 κ-可加的概率測度，其於單元集的取值為零，則稱 κ 為實值可測。實值可測基數由Stefan Banach （1930） 引入。Banach & Kuratowski (1929) 證明了連續統假設推出 {\displaystyle {\mathfrak {c}}} （連續統）並非實值可測。Stanislaw Ulam （1930） 證明（以下給出一部分）了實值可測基數皆為弱不可達（事實上，亦是弱馬洛基數）。所有可測基數皆為實值可測，而實值可測基數 κ 可測當且僅當 κ 大於 {\displaystyle {\mathfrak {c}}}. 故一個基數可測當且僅當其既實值可測，又強不可達。小於或等於 {\displaystyle {\mathfrak {c}}} 的實值可測基數存在當且僅當勒貝格測度具有擴展到任意實數集的可列可加擴展，亦當且僅當某個非空集的冪集上，存在一個無原子 (測度論)的概率測度。
Solovay (1971) 證明了 ZFC 中可測基數的存在性，ZFC 中實值可測基數的存在性，與 ZF 中可測基數的存在性皆是等相容的。

### 實值可測基數皆弱不可達
稱基數 {\displaystyle \alpha } 為烏拉姆數若以下條件成立：

若
1. {\displaystyle \mu } 是集合 {\displaystyle X} 上的外測度，
2. {\displaystyle \mu (X)<\infty ,}
3. {\displaystyle \mu (\{x\})=0,\forall x\in X,}
4. 所有 {\displaystyle A\subset X} 皆 μ-可測,

則
{\displaystyle \operatorname {card} X\leq \alpha \Rightarrow \mu (X)=0.}

等價地，基數 {\displaystyle \alpha } 為烏拉姆數若以下條件成立：

若
1. {\displaystyle \nu } 為集合 {\displaystyle Y} 上的外測度，且 {\displaystyle F} 是 {\displaystyle Y} 的若干不交子集組成的族，
2. {\displaystyle \nu \left(\bigcup F\right)<\infty ,}
3. 對所有 {\displaystyle A\in F,} {\displaystyle \nu (A)=0.}
4. 對所有 {\displaystyle G\subset F,} {\displaystyle \bigcup G} 皆為 ν-可測，

則
{\displaystyle \operatorname {card} F\leq \alpha \Rightarrow \nu \left(\bigcup F\right)=0.}
最小的無窮基數 {\displaystyle \aleph _{0}} 為烏拉姆數。全體烏拉姆數組成的類關於後繼運算封閉（即若某基數為烏拉姆數，則其後繼基數亦為烏拉姆數。） 證明如下。設烏拉姆數 {\displaystyle \alpha } 的後繼基數是無窮基數 {\displaystyle \beta }, 又不妨只考慮取 {\displaystyle X=\beta }. 設 {\displaystyle \mu } 滿足條件 (1)–(4), 則只需證明 {\displaystyle \mu (\beta )=0.} 按序數的馮·諾伊曼定義，揀單射
{\displaystyle f_{x}:x\rightarrow \alpha ,\quad \forall x\in \beta ,}
並定義集合
{\displaystyle U(b,a)=\{x\in \beta :f_{x}(b)=a\},\quad a\in \alpha ,b\in \beta .}
因為 {\displaystyle f_{x}} 為單射，對於固定的 {\displaystyle a}, 集族 {\displaystyle \left\{U(b,a):b\in \beta \right\}} 是不交族。此外，對於固定的 {\displaystyle b}, 集族 {\displaystyle \left\{U(b,a):a\in \alpha \right\}} 亦是不交族。根據 {\displaystyle \mu } 的性質 (2), 集合 {\displaystyle \left\{b\in \beta :\mu (U(b,a))>0\right\}} 可數，故
{\displaystyle \operatorname {card} \left\{(b,a)\in \beta \times \alpha |\mu (U(b,a))>0\right\}\leq \aleph _{0}\cdot \alpha =\alpha .}
所以，存在 {\displaystyle b_{0}} 使得
{\displaystyle \mu (U(b_{0},a))=0\quad \forall a\in \alpha ,}
而由於 {\displaystyle \alpha } 是烏拉姆數，由第二定義（取 {\displaystyle \nu =\mu }, 則條件 (1)–(4) 皆符合），可得
{\displaystyle \mu \left(\bigcup _{a\in \alpha }U(b_{0},a)\right)=0.}
若 {\displaystyle b_{0}<x<\beta ,} 則 {\displaystyle f_{x}(b_{0})=a_{x}\Rightarrow x\in U(b_{0},a_{x}).} 所以
{\displaystyle \beta =b_{0}\cup \{b_{0}\}\cup \bigcup _{a\in \alpha }U(b_{0},a),}
由性質 (2), {\displaystyle \mu \{b_{0}\}=0,} 又因為 {\displaystyle \operatorname {card} b_{0}\leq \alpha }, 由性質 (4), (2) 和 (3), 得到 {\displaystyle \mu (b_{0})=0.} 由此得到  {\displaystyle \mu (\beta )=0.} 至此證畢 {\displaystyle \beta } 為烏拉姆數。
類似可證 若  {\displaystyle S} 為烏拉姆數多個烏拉姆數組成的集合，則其上確界亦為烏拉姆數。結合前一個結論，得知若某基數並非烏拉姆數，則必為弱不可達基數。

## 引用
1. ↑  Maddy 1988
2. ↑  Jech 2002
3. ↑  Ulam 1930
4. ↑  Federer 1996，第 2.1.6 節
5. ↑  Federer 1996，第 2.1.6. 節的定理，第二部分
6. ↑  Federer 1996，第 2.1.6. 節的定理，第一部分